# Nanduk
Nanduk (Nhandu) – rodzaj pająków z rodziny ptasznikowatych. Obejmuje cztery opisane gatunki. Znane są z Ameryki Południowej (Brazylii i Paragwaju).

## Morfologia
Karapaks jest dłuższy niż szerszy, o lekko wyniesionej i sklepionej części głowowej, wyraźnie zaznaczonych rowkach głowowych i tułowiowych oraz krótkiej, głębokiej, prostej lub nieznacznie odgiętej jamce. Dobrze widoczny wzgórek oczny jest szerszy niż dłuższy. Rozmiary oczu przednio-środkowych, przednio-bocznych i tylno-bocznych są takie same, te pierwsze mają kształt okrągły, te ostatnie zaś owalny. Oczy tylno-środkowe są mniejsze i owalne. W widoku górnym oczy przednio-środkowe leżą bardziej z tyłu niż przednio-boczne, a tylno-środkowe bardziej z przodu niż tylno-boczne. Nadustek nie występuje. Szczękoczułki mają od 10 do 13 zębów i pozbawione są rastellum. Nieznacznie tylko szerszą niż dłuższą wargę dolną zbroi ponad setka kuspuli. Prawie prostokątne szczęki mają płat przedni wyciągnięty w wyrostek stożkowaty, a kąty wewnętrzne opatrzone ponad setką kuspuli. Dłuższe niż szersze sternum ma sigilla pary ostatniej największe, a pary pierwszej najmniejsze.

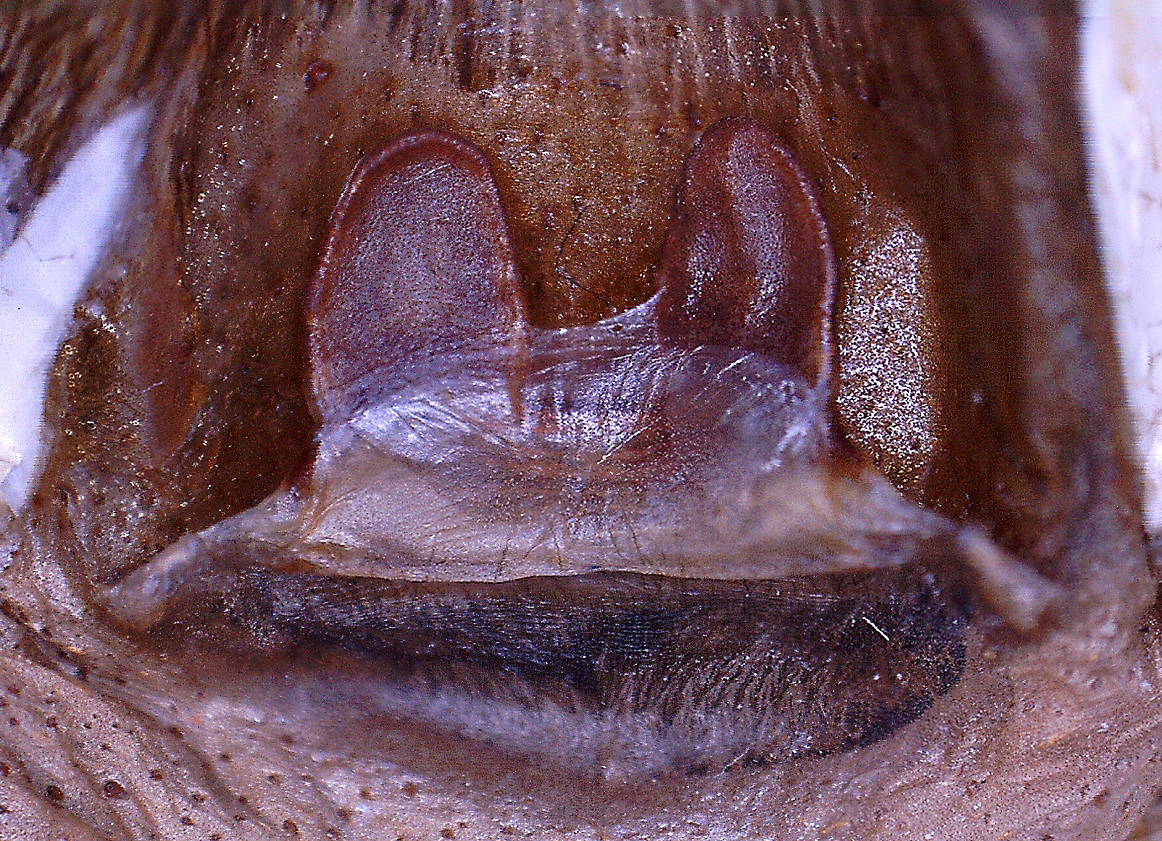
Spermateki u nanduka barwnowłosego

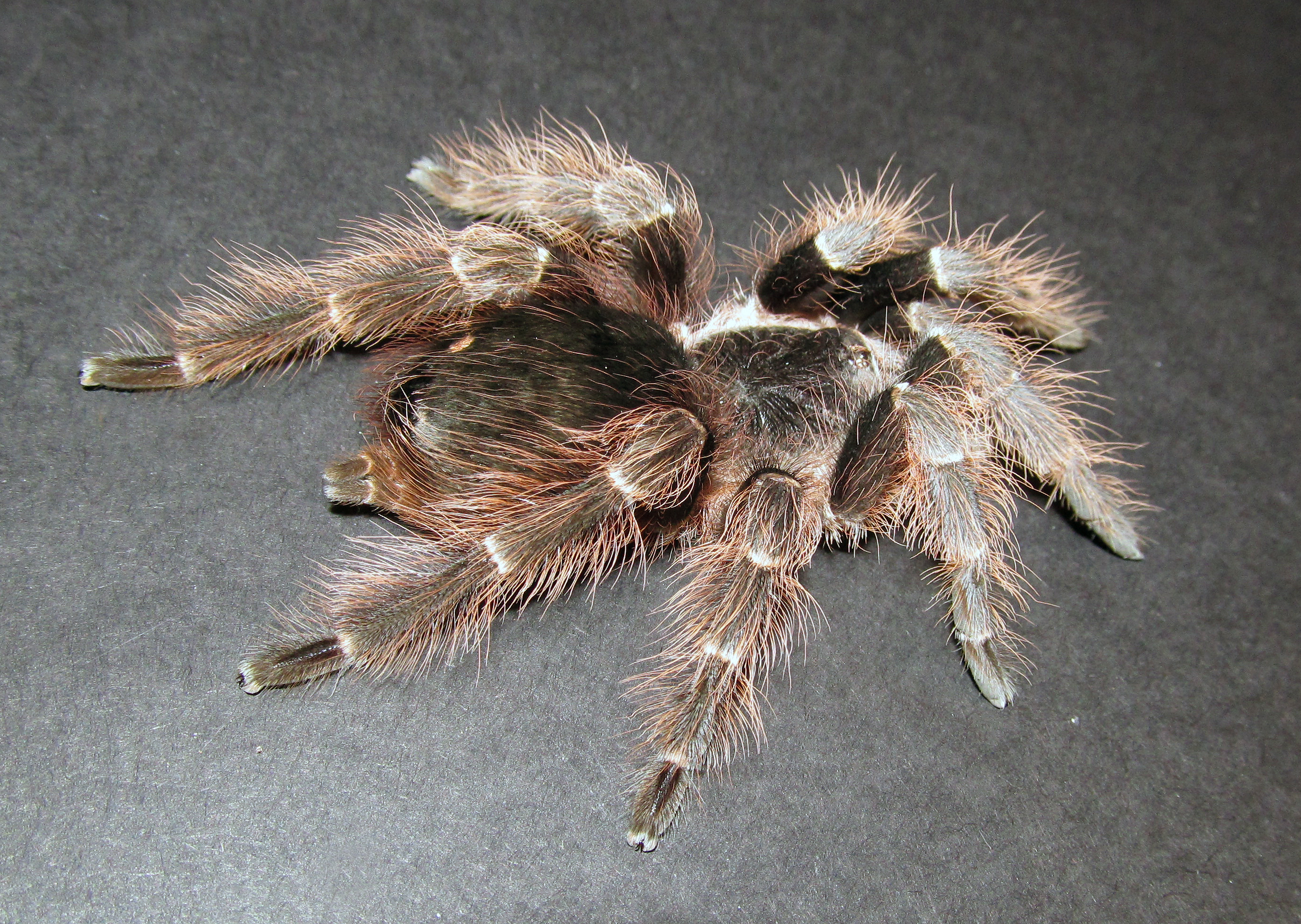
Młodociana samica nanduka czerwonowłosego

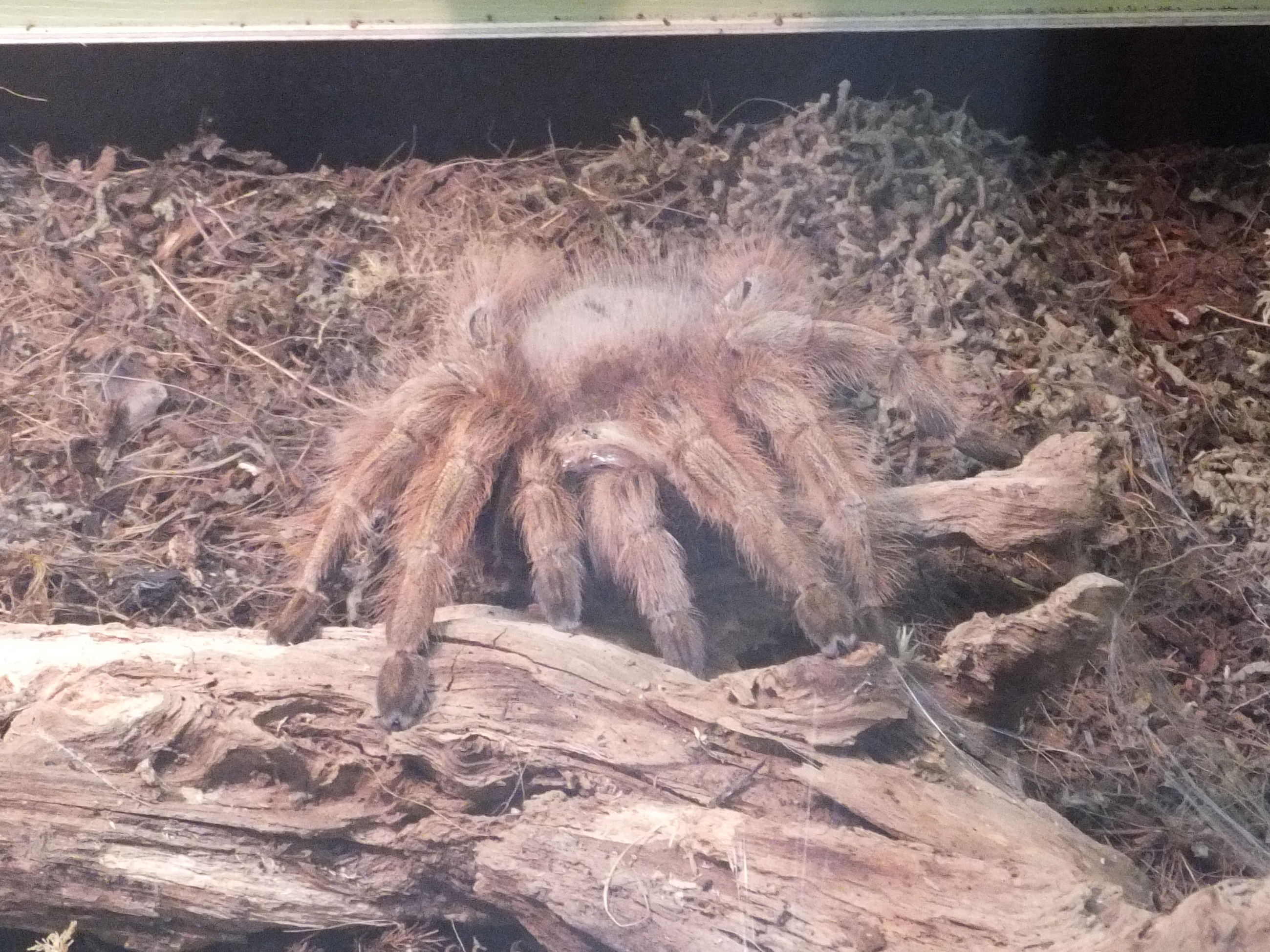
Nanduk różowowłosy

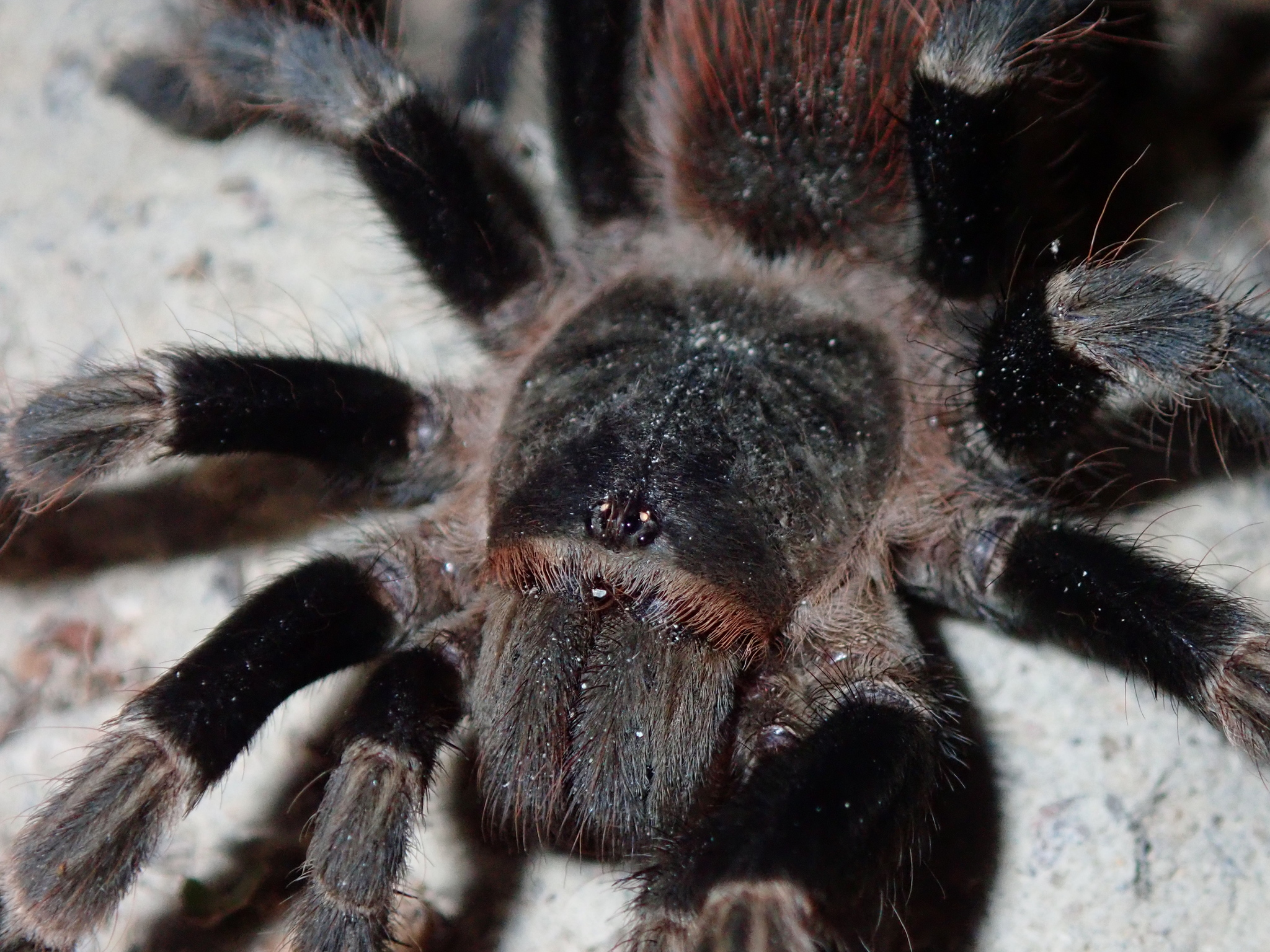
Nanduk sawannowy

Odnóża są z wierzchu i od spodu długo i obficie owłosione. Stopy cechują się brakiem kolców, wykształconymi przypazurkowymi kępkami włosków oraz pojedynczym, pośrodkowym, nieliczebnym szeregiem małych ząbków na każdym z pazurków górnych. Nadstopia dwóch pierwszych par oraz wszystkie stopy mają kompletne skopule, natomiast na nadstopiu pary trzeciej skopule ograniczone są do połowy długości, a na tym pary ostatniej do części wierzchołkowej. Skopule występują także na ostatniej parze ud.
Opistosoma (odwłok) u obu płci ma włoski drażniące typu I i III, ale te ostatnie u samicy bywają tylko szczątkowo rozwinięte. Kądziołki przędne pary tylno-bocznej zbudowane są z trzech członów, z których środkowy jest najkrótszy, nasadowy najdłuższy, a wierzchołkowy palcowaty. Kądziołki pary tylno-środkowej są krótkie i jednoczłonowe. Genitalia samicy mają spermateki oddzielone krótkim obszarem silnie zesklerotyzowanym.

## Rozprzestrzenienie
Rodzaj neotropikalny, południowoamerykański. Wszystkie gatunki znane są z Brazylii, a jeden ponadto z Paragwaju.

## Taksonomia
Takson ten wprowadzony został w 1983 roku przez Sylvię Marlene Lucas na łamach „Memórias do Instituto Butantan” jako monotypowy, z opisanym w tej samej publikacji N. carapoensis jako jedynym gatunkiem. W 1985 roku Robert J. Raven zsynonimizował Nhandu z Sericopelma, jednak krok ten nie został przyjęty przez późniejszych autorów. Opisana w 1998 roku przez Güntera E.W. Schmidta Brazilopelma zsynonimizowana została z Nhandu na podstawie wyników analizy filogenetycznej w 2001 roku przez Rogéria Bertaniego. Opisany w 2004 roku przez Schmidta N. chromatus, przeniesiony został do rodzaju Vitalius w 2023 roku przez Bertaniego.
Do rodzaju zalicza się cztery opisane gatunki:
- Nhandu carapoensis Lucas, 1983 – nanduk czerwonowłosy
- Nhandu cerradensis Bertani, 2001 – nanduk sawannowy
- Nhandu coloratovillosus (Schmidt, 1998) – nanduk barwnowłosy
- Nhandu tripepii (Dresco, 1984) – nanduk różowowłosy